# Lijst van delegatieleiders Europees Parlement PvdA
Hieronder staat een lijst van delegatieleiders van de PvdA in het Europees Parlement.

## Delegatieleiders
| Delegatieleider | Delegatieleider         | Delegatieleider                        | Termijn                            | Periode   |
| --------------- | ----------------------- | -------------------------------------- | ---------------------------------- | --------- |
|                 | A. (Anne) Vondeling     | dr.ir. A. (Anne) Vondeling (1916–1979) | 17 juli 1979 – 22 november 1979    | 1979–1984 |
|                 | P. (Piet) Dankert       | P. (Piet) Dankert (1934–2003)          | 22 november 1979 – 19 januari 1982 | 1979–1984 |
|                 | C. (Ien) van den Heuvel | C. (Ien) van den Heuvel (1927–2010)    | 19 januari 1982 – 24 juli 1984     | 1979–1984 |
|                 | P. (Piet) Dankert       | P. (Piet) Dankert (1934–2003)          | 24 juli 1984 – 24 juli 1989        | 1984–1989 |
|                 | H. (Hedy) d'Ancona      | drs. H. (Hedy) d'Ancona (1937)         | 24 juli 1989 – 7 november 1989     | 1989–1994 |
|                 | W.J. (Wim) van Velzen   | W.J. (Wim) van Velzen (1938–2020)      | 7 november 1989 – 19 juli 1994     | 1989–1994 |
|                 | P. (Piet) Dankert       | P. (Piet) Dankert (1934–2003)          | 19 juli 1994 – 20 juli 1999        | 1994–1999 |
|                 | M.J. (Max) van den Berg | drs. M.J. (Max) van den Berg (1946)    | 20 juli 1999 – 1 september 2007    | 1999–2004 |
| 2004–2009       | M.J. (Max) van den Berg | drs. M.J. (Max) van den Berg (1946)    | 20 juli 1999 – 1 september 2007    |           |
|                 | M. (Thijs) Berman       | drs. M. (Thijs) Berman (1957)          | 1 september 2007 – 1 juli 2014     |           |
| 2009–2014       | M. (Thijs) Berman       | drs. M. (Thijs) Berman (1957)          | 1 september 2007 – 1 juli 2014     |           |
|                 | P.J.G. (Paul) Tang      | dr. P.J.G. (Paul) Tang (1967)          | 1 juli 2014 – heden                | 2014–2019 |
| 2019–2024       | P.J.G. (Paul) Tang      | dr. P.J.G. (Paul) Tang (1967)          | 1 juli 2014 – heden                |           |